# Christian Hesse (Mathematiker)

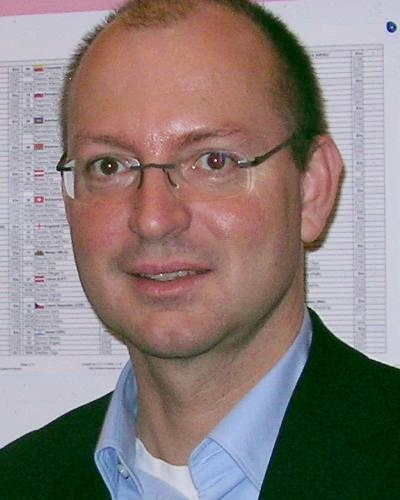
Christian Hesse bei der Schacholympiade 2008 in Dresden

Christian Hesse (* 2. August 1960 in Oberkirchen) ist ein deutscher Mathematiker. Er lehrt Mathematische Statistik an der Universität Stuttgart.

## Leben
Hesse studierte ab 1979 an der Justus-Liebig-Universität Gießen und ab 1983 als Fulbright-Stipendiat an der Indiana University. Von 1984 bis 1987 war er wissenschaftlicher Mitarbeiter an der Harvard University, wo er im Juni 1987 bei Herman Chernoff promoviert wurde. Anschließend lehrte er bis 1991 am Department of Statistics der University of California, Berkeley. Seit Dezember 1991 ist er Professor für Mathematische Statistik am Institut für Stochastik und Anwendungen der Universität Stuttgart.
Er veröffentlichte unter anderem Bücher zur angewandten Wahrscheinlichkeitstheorie. 2009 erschien sein Buch Das kleine Einmaleins des klaren Denkens: 22 Denkwerkzeuge für ein besseres Leben, das auf unterhaltsame Weise vor allem eine Einführung in das mathematische Denken anbietet.
Im Jahr 2012 wurde Hesse als Sachverständiger vor das Bundesverfassungsgericht geladen, um in einer mündlichen Verhandlung über wahlmathematische Aspekte des Bundeswahlgesetzes, etwa das negative Stimmgewicht, auszusagen.
Zu seinen Hobbys gehört das Schachspiel. 2006 veröffentlichte er darüber das Buch Expeditionen in die Schachwelt, das auch in englischen und spanischen Auflagen vorliegt. 2015 erschien das Buch Damenopfer. Der Schachhistoriker Edward Winter warf Christian Hesse unter Nennung von Beispielen vor, als Schachautor die Arbeiten anderer zu benutzen und das entweder nicht oder nur unvollständig anzugeben.
Christian Hesse ist mit der Kommunikations- und Politikwissenschaftlerin Andrea Römmele verheiratet und hat zwei Kinder.

## Veröffentlichungen (Auswahl)
- The stochastics of sedimentation. Stuttgart 1997.
- Stochastic dynamics for non-linear partial differential equations of high order. Stuttgart 1997.
- Stochastic modelling of multi-component systems with interaction. Stuttgart 1997.
- A general procedure for stochastic modelling of systems consisting of a large number of interacting components. Stuttgart 1997.
- Angewandte Wahrscheinlichkeitstheorie. Eine fundierte Einführung mit über 500 realitätsnahen Beispielen und Aufgaben. Vieweg, Braunschweig/Wiesbaden 2003, ISBN 978-3-528-03183-1.
- Expeditionen in die Schachwelt. Chessgate, Nettetal 2006, ISBN 978-3-935748-14-8.
- Wahrscheinlichkeitstheorie. Eine Einführung mit Beispielen und Anwendungen. Vieweg+Teubner, Wiesbaden 2009, ISBN 978-3-8348-0969-8.
- Das kleine Einmaleins des klaren Denkens. 22 Denkwerkzeuge für ein besseres Leben. 3. Auflage. C. H. Beck, München 2009, ISBN 978-3-406-58684-2.
- Achtung Denkfalle. Die erstaunlichsten Alltagsirrtümer und wie man sie durchschaut. Beck, München 2011, ISBN 978-3-406-62204-5.
- Warum Mathematik glücklich macht. C. H. Beck, München 2011, ISBN 978-3-406-60608-3 (5. Aufl. 2014).
- Christian Hesses mathematisches Sammelsurium: 1:0 = Unendlich. C. H. Beck, München 2012, ISBN 978-3-406-63706-3.
- Was Einstein seinem Papagei erzählte. C. H. Beck, München 2013, ISBN 978-3-406-65494-7.
- Wer falsch rechnet, den bestraft das Leben. Das kleine Einmaleins der Alltagsmathematik. C. H. Beck, München 2014, ISBN 978-3-406-64472-6.
- Damenopfer. C. H. Beck, München 2015, ISBN 978-3-406-67459-4.
- Der SchnellerSchlauerMacher für Zufall und Statistik. Springer Spektrum. Berlin 2016, ISBN 978-3-662-47119-7.
- Math up your life. Schneller rechnen, besser leben. C. H. Beck, München 2016, ISBN 978-3-406-68137-0.
- Mathe to go. Magische Tricks für schnelles Kopfrechnen. C. H. Beck, München 2017, ISBN 978-3-406-71385-9.
- Warum deine Freunde mehr Freunde haben als du. 16 verblüffende Geschichten von Zufall und Statistik. Springer, Berlin 2017, ISBN 978-3-662-53129-7.
- Leben². Wie Sie mit Mathematik Ihre Ehe verbessern, länger leben und glücklich werden. Gütersloher Verlagshaus, Gütersloh 2018, ISBN 978-3-579-08723-8.
- Von Glückszahl bis Geheimzahl. Mit Mathe die Rätsel des Alltags lösen. Droemer, München 2020, ISBN 978-3-426-27819-2.
- Alles kein Zufall. Liebe, Geld, Fußball - so berechnen Sie den Erfolg. Droemer, München 2021, ISBN 978-3-426-27820-8.
- Von Zahlen, Menschen und Maschinen. Die Geheimnisse der Mathematik von Pythagoras bis zum Quantencomputer. Droemer, München 2024, ISBN 978-3-426-44759-8.